# Anthidium christianseni
Anthidium christianseni là một loài Hymenoptera trong họ Megachilidae. Loài này được Mavromoustakis mô tả khoa học năm 1956.